# Улица Шевченко (Алма-Ата)
Улица Шевченко (каз. Шевченко көшесі) — улица в центральной части Алматы, тянется с востока на запад. Улица Шевченко начинается от реки Малая Алматинка, пересекает улицы и проспекты: Достык, Пушкина, Валиханова, Кунаева, Тулебаева, Назарбаева, К. Байсеитовой, проспект Абылай хана, Желтоксан, Наурызбай батыра, проспект Сейфуллина, Масанчи и др. Улица Шевченко заканчивается на пересечении с улицей Розыбакиева.
В сентябре 2017 года на большем участке улицы, от проспекта Достык до улицы Жарокова установлено одностороннее движение в западном направлении, с обустройством велополосы с южной стороны улицы.
Дублером улицы будет — односторонняя в восточном направлении от улицы Муканова до проспекта Достык улица Курмангазы.
По большей части улицы Шевченко были проложены трамвайные пути, от улицы Кунаева до улицы Жарокова (ныне демонтированы).

## История
В 1879 году границы города Алматы проходили по улице Шевченко, в то время называвшейся Лагерной.

## Интересные здания и сооружения
- Памятник Тарасу Шевченко. Памятник украинскому кобзарю, поэту Т. Г. Шевченко, который проживал в западном Казахстане во время ссылки (1847—1857), был установлен на пересечении проспекта Достык с улицей Шевченко в августе 2000 года в честь девятой годовщины независимости Украины. Был сделан группой украинских скульпторов под рук. Виталия Рыжика из гранита, добытого в Житомирской области.
- Академия наук Казахстана. Комплекс зданий Национальной Академии наук Казахстана расположен в г. Алма-Ата, по адресу: ул. Шевченко, 28 и занимает квадрат улиц Шевченко-Курмангазы-Кунаева-Пушкина с земельным участком площадью 3,0906 га. Комплекс зданий Академии наук Казахстана — это грандиозный архитектурный ансамбль, который был начат в 1948 и построен в 1957 году. Генеральным проектировщиком комплекса стал архитектор Алексей Викторович Щусев, автор многих сооружений, в том числе Мавзолея В. И. Ленину в Москве. Руководителем рабочей группы был инженер А. И. Простаков. В архитектуре здания использованы классические мотивы и стилизованные элементы национального орнамента. В восточном крыле комплекса Академии наук расположен Музей природы. В правом крыле здания разместилась Центральная научная библиотека.
- Фонтан «Восточный календарь». Построен в 1979 году, художник В. Твердохлебов, архитектор В. Кацев, соавтор по скульптурной части А. Татаринов. На шестом съезде Союза художников СССР композицию «Восточный календарь» признали лучшей в области парковой скульптуры.
- Памятник учёному и этнографу Чокану Валиханову (пересечение улиц Валиханова и Шевченко, перед зданием Академии наук Казахстана)казахскому ученому-этнографу девятнадцатого века. Памятник установлен в 1969 г., скульптор — Х. И. Наурызбаев, архитектор Ш. И. Валиханов; Государственная премия Казахстана, 1970. Высота памятника 8 м. Фигура отлита из бронзы. Постамент выполнен из полированного черного габбро. На тыльной стороне постамента в оформлении использованы казахский национальный орнамент и рисунки Ш.Валиханова. Боковые стороны выложены орнаментированными плитками.
- Центральная клиническая больница Управления делами Президента Республики Казахстан (Совминовская больница)
- «Косые дома» (снесены) Микрорайон в прямоугольнике улиц Каскеленской (ныне — Чайковского) на западе и Красноармейской (Панфилова) на востоке, и улицами Артиллерийской (Курмангазы) и Лагерной (Шевченко), разделяющих кварталы на верхние и нижние кварталы был построен в период 1934—1937 гг. по проекту Петра Мартыновича Вильгельмзона. В квартиры микрорайона из 11-ти двухэтажных корпусов, получившего название «Дома специалистов», въехали выдающиеся деятели искусства и науки, видные государственные чиновники. Многих из них — по современным подсчётам 109 человек — во время были репрессированы в период 1937-38 гг. Особенностью первого микрорайона было размещение домов под углом к фронтонам улиц. От этого квартал получил название «косых домов».
- Стадион «Динамо» был построен в 1931 г. и являлся частью спорткомплекса.

- Памятник индийскому политическому деятелю Махатме Ганди. Памятник установлен в октябре 2003 года. Автором памятника выступил скульптор из Мумбаи — Гаутам Пал. По внешнему виду, является копией памятника Махатме Ганди того же автора, открытого 8 июля 1988 года на площади Индиры Ганди в Москве.

## Транспорт
В настоящее время по улице в западном направлении от ул. Байзакова до ул. Манаса проходит автобусный маршрут № 80. От ул. Муканова до ул. Кунаева проходит маршрут № 112, до пр. Сейфуллина — № 123.
По улице проходили демонтированные трамвайные маршруты № 4 и 6.

## Музыкальный фестиваль
14-16 сентября на площади имени Ш. Валиханова под открытым небом прошёл музыкальный фестиваль «Парад Оркестров». Зрители услышали казахские кюи, современные обработки народных композиций, мелодии из известных кинофильмов и классические произведения.